# Gift of Screws
Gift of Screws è il quinto album in studio da solista del cantautore statunitense Lindsey Buckingham, già noto come membro dei Fleetwood Mac. Il disco è stato pubblicato nel 2008.

## Tracce
Testi e musiche di Lindsey Buckingham, eccetto dove indicato.
1. Great Day (L. Buckingham, Will Buckingham) – 3:15
2. Time Precious Time – 4:27
3. Did You Miss Me (L. Buckingham, Kristen Buckingham) – 3:58
4. Wait for You – 5:02
5. Love Runs Deeper (L. Buckingham, K.  Buckingham) – 3:58
6. Bel Air Rain – 3:52
7. The Right Place to Fade – 4:05
8. Gift of Screws – 2:56
9. Underground – 3:02
10. Treason – 4:28